# Nancy Simons
Nancy Joan Simons, född 20 maj 1938 i Oakland, är en amerikansk före detta simmare.
Simons blev olympisk silvermedaljör på 4 x 100 meter frisim vid sommarspelen 1956 i Melbourne.